# Åsa Söderström
Åsa Anna Maria Söderström från 1967 gift Åkerström, född 16 juni 1925 i Kungsholms församling i Stockholm, död 30 april 2012 i Svolvær i Norge (folkbokförd i Skarpnäcks församling), var en svensk tecknare.
Hon var dotter till Knut Oskar Wilhelm Gaston Smidt och Jane Ingeborg Ternström och gift 1950–1961 med Lars Eugen Söderström. Hon studerade reklam och bokhantverk vid Högre konstindustriella skolan i Stockholm. Hon medverkade i samlingsutställningar med Östgöta konstförening i Linköping och med föreningen Linköpingskonstnärerna deltog hon i en grupputställning på Östergötlands museum 1956. Förutom illustrationer består hennes konst av teckningar med ett brett omfång av varierande motiv.